# Cannessières
Cannessières és un municipi francès situat al departament del Somme i a la regió dels Alts de França. L'any 2007 tenia 78 habitants.

## Demografia

### Població

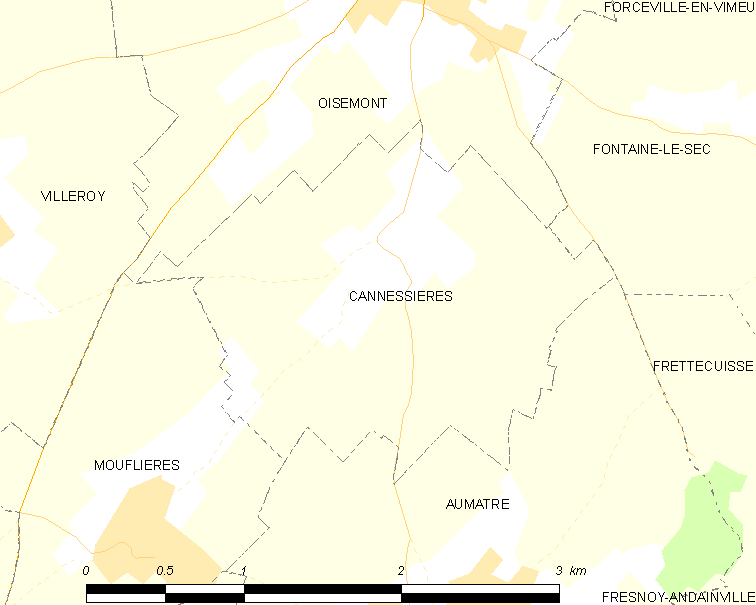

El 2007 la població de fet de Cannessières era de 78 persones. Hi havia 34 famílies de les quals 8 eren unipersonals (8 dones vivint soles i 8 dones vivint soles), 15 parelles sense fills i 11 parelles amb fills.
La població ha evolucionat segons el següent gràfic:
Habitants censats

### Habitatges
El 2007 hi havia 42 habitatges, 34 eren l'habitatge principal de la família, 7 eren segones residències i 1 estava desocupat. Tots els 40 habitatges eren cases. Dels 34 habitatges principals, 26 estaven ocupats pels seus propietaris, 7 estaven llogats i ocupats pels llogaters i 2 estaven cedits a títol gratuït; 4 tenien dues cambres, 9 en tenien tres, 9 en tenien quatre i 12 en tenien cinc o més. 17 habitatges disposaven pel capbaix d'una plaça de pàrquing. A 9 habitatges hi havia un automòbil i a 15 n'hi havia dos o més.

### Piràmide de població

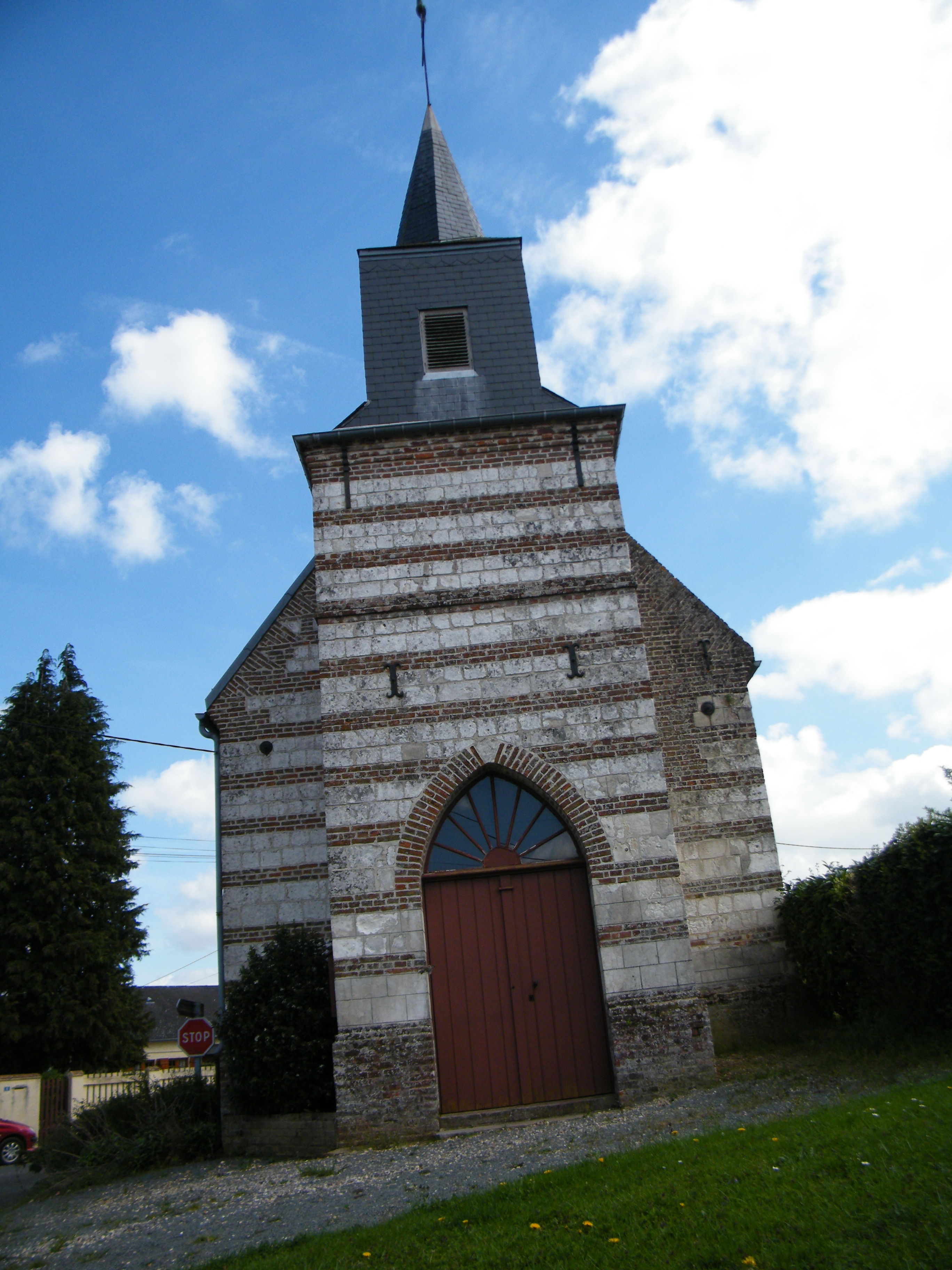

La piràmide de població per edats i sexe el 2009 era:
| Homes | Edats   | Dones |
| ----- | ------- | ----- |
| 0     | 95 o +  | 0     |
| 0     | 90 a 94 | 0     |
| 0     | 85 a 89 | 0     |
| 0     | 80 a 84 | 0     |
| 4     | 75 a 79 | 0     |
| 0     | 70 a 74 | 4     |
| 8     | 65 a 69 | 0     |
| 0     | 60 a 64 | 8     |
| 0     | 55 a 59 | 4     |
| 0     | 50 a 54 | 0     |
| 4     | 45 a 49 | 4     |
| 4     | 40 a 44 | 4     |
| 0     | 35 a 39 | 4     |
| 12    | 30 a 34 | 0     |
| 0     | 25 a 29 | 0     |
| 0     | 20 a 24 | 4     |
| 0     | 15 a 19 | 4     |
| 4     | 10 a 14 | 0     |
| 0     | 5 a 9   | 4     |
| 0     | 0 a 4   | 0     |

## Economia

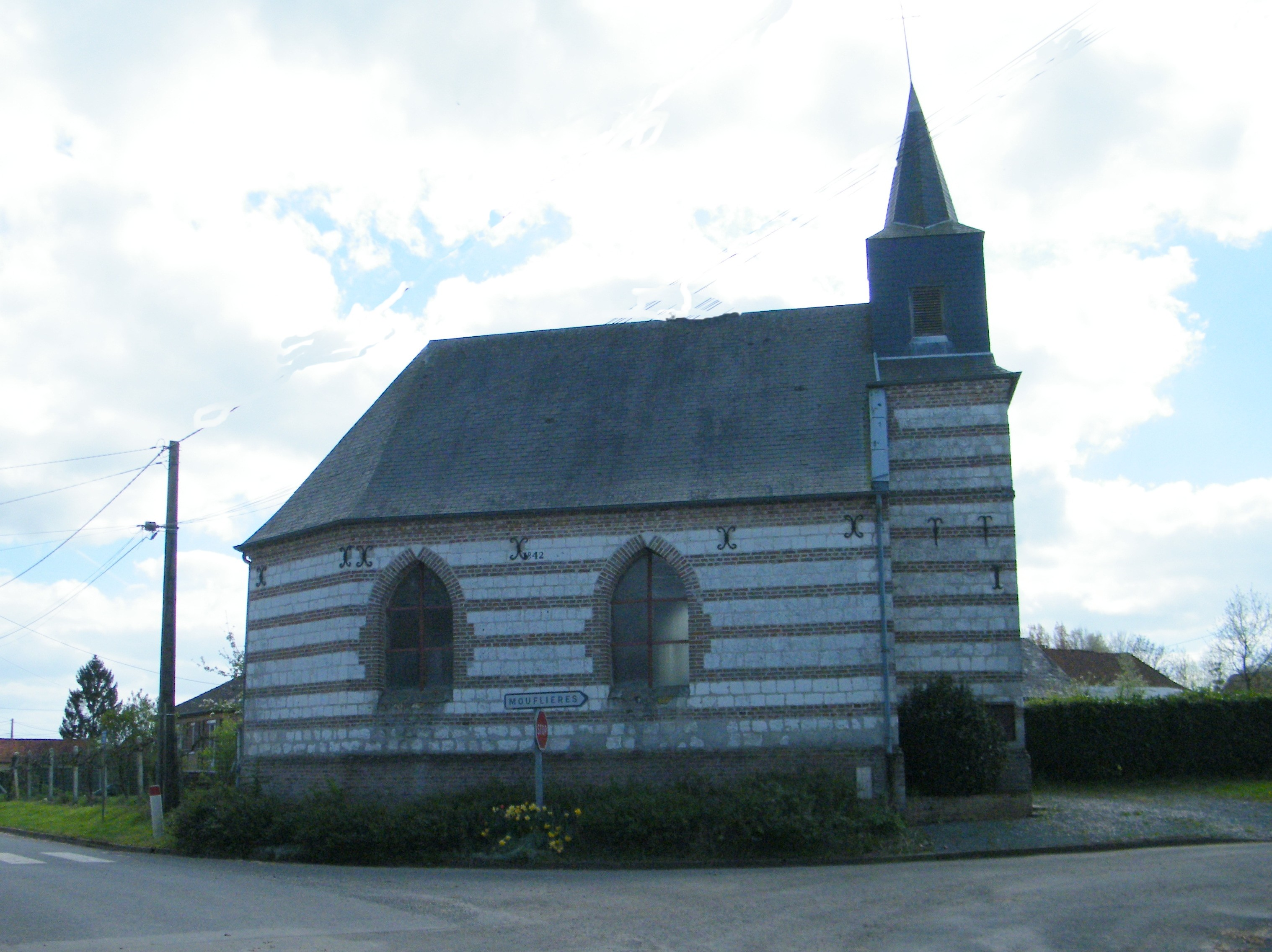

El 2007 la població en edat de treballar era de 46 persones, 35 eren actives i 11 eren inactives. De les 35 persones actives 31 estaven ocupades (17 homes i 14 dones) i 4 estaven aturades (3 homes i 1 dona). De les 11 persones inactives 6 estaven jubilades, 3 estaven estudiant i 2 estaven classificades com a «altres inactius».
Activitats econòmiques
Dels 2 establiments que hi havia el 2007, 1 era d'una empresa de construcció i 1 d'una empresa classificada com a «altres activitats de serveis».
L'únic servei als particulars que hi havia el 2009 era una fusteria.
L'any 2000 a Cannessières hi havia 8 explotacions agrícoles que ocupaven un total de 192 hectàrees.

## Poblacions més properes
El següent diagrama mostra les poblacions més properes.